# Eugeniusz Popowicz

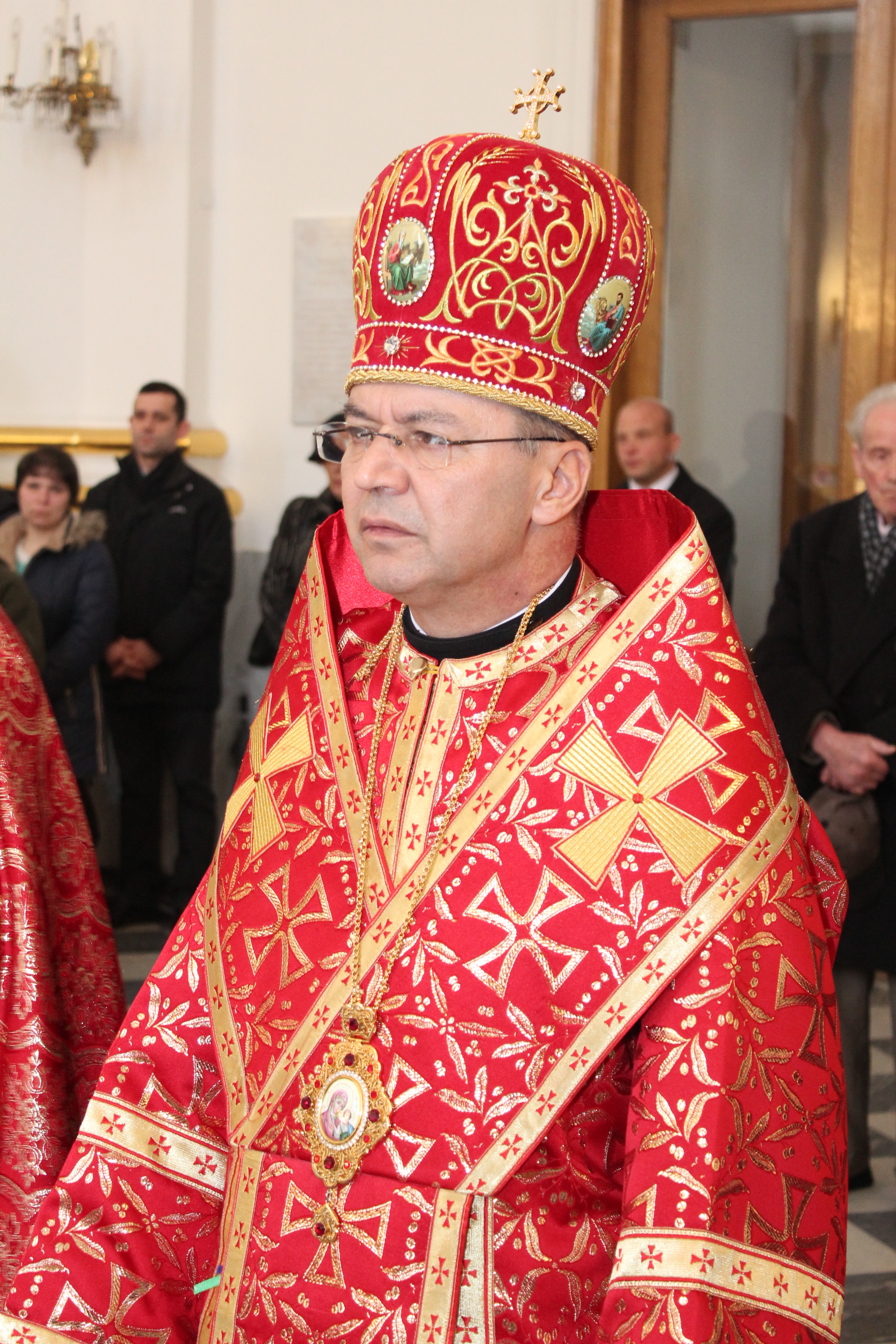
Eugeniusz Popowicz (2015)

Erzbischofswappen von Eugeniusz Popowicz

Eugeniusz Mirosław Popowicz (* 12. Oktober 1961 in Człuchów) ist ein polnischer Geistlicher und ukrainisch griechisch-katholischer Erzbischof von Przemyśl-Warschau.

## Leben
Eugeniusz Popowicz studierte von 1981 bis 1986 Philosophie und Katholische Theologie am Priesterseminar in Lublin. Er wurde am 14. Oktober 1986 durch den Sekretär der Kongregation für die orientalischen Kirchen, Kurienerzbischof Miroslaw Marusyn, zum Diakon geweiht. Am 17. Oktober desselben Jahres empfing er in Stargard ebenfalls durch Erzbischof Miroslaw Marusyn das Sakrament der Priesterweihe für die Eparchie Przemyśl (ab 1996 Erzeparchie Przemyśl-Warschau).
Popowicz war nach der Priesterweihe zunächst als Pfarrvikar in Pasłęk und in Elbląg tätig. 1988 wurde er für weiterführende Studien nach Rom entsandt, wo er 1993 am Päpstlichen Orientalischen Institut bei Marco Dino Brogi OFM im Fach Ostkirchenrecht promoviert wurde. Anschließend fungierte Popowicz als Offizial des Kirchengerichts der ukrainisch griechisch-katholischen Erzeparchie Lemberg. Zudem lehrte er an den Priesterseminaren in Lemberg und in Ternopil sowie an der Theologischen Akademie in Lemberg. Nachdem er im Anschluss von 1995 bis 1996 kurzzeitig als Pfarrer der griechisch-katholischen Pfarreien Kreuzerhöhung in Górowo Iławeckie und in Lelkowo sowie als Bischofsvikar gewirkt hatte, wurde er Pfarrer der Johannes-Kathedrale in Przemyśl und Protosynkellos der Erzeparchie Przemyśl-Warschau. Außerdem lehrte Popowicz 1998 am Priesterseminar der Basilianer in Przemyśl. Er war Domherr und später Dompropst an der Johannes-Kathedrale in Przemyśl. Darüber hinaus gehörte er dem Priesterrat, dem Konsultorenkollegium und dem Diözesanvermögensverwaltungsrat der Erzeparchie an. Daneben war er als Herausgeber der Przemyskich Archidiecezjalnych Wiadomości („Nachrichten der Erzdiözese Przemyśl“) und als Mitglied der Redaktion der Zeitschrift Błahowist tätig. 1995 wurde ihm der Titel Protopriester und 1996 der Titel Mitrat verliehen.
Am 4. November 2013 ernannte ihn Papst Franziskus zum Titularbischof von Horrea Coelia und bestellte ihn zum Weihbischof in der Erzeparchie Przemyśl-Warschau. Der Großerzbischof von Kiew-Halytsch, Swjatoslaw Schewtschuk, spendete ihm am 21. Dezember desselben Jahres in der Johannes-Kathedrale in Przemyśl die Bischofsweihe; Mitkonsekratoren waren der Erzbischof der Erzeparchie Przemyśl-Warschau, Jan Martyniak, und der Bischof der Eparchie Breslau-Danzig, Włodzimierz Juszczak OSBM. Popowicz wählte den Wahlspruch Гдѣ просвѣщенїе мое и спаситель мой, кого убоюся („Wo ist meine Erleuchtung und mein Retter, den ich fürchten werde?“).
Am 7. November 2015 ernannte ihn Papst Franziskus zum Nachfolger Jan Martyniaks als Erzbischof von Przemyśl-Warschau. Die Amtseinführung fand am 19. Dezember desselben Jahres statt. Eugeniusz Popowicz war zudem vom 25. November 2020 bis 23. Januar 2021 Apostolischer Administrator der neuerrichteten Eparchie Olsztyn-Danzig.
In der Polnischen Bischofskonferenz gehört Popowicz dem Rat für rechtliche Angelegenheiten an.
2019 erhielt Popowicz die Medaille zum 100. Jahrestag der Wiedererlangung der Unabhängigkeit.